# Turismo no estado de São Paulo

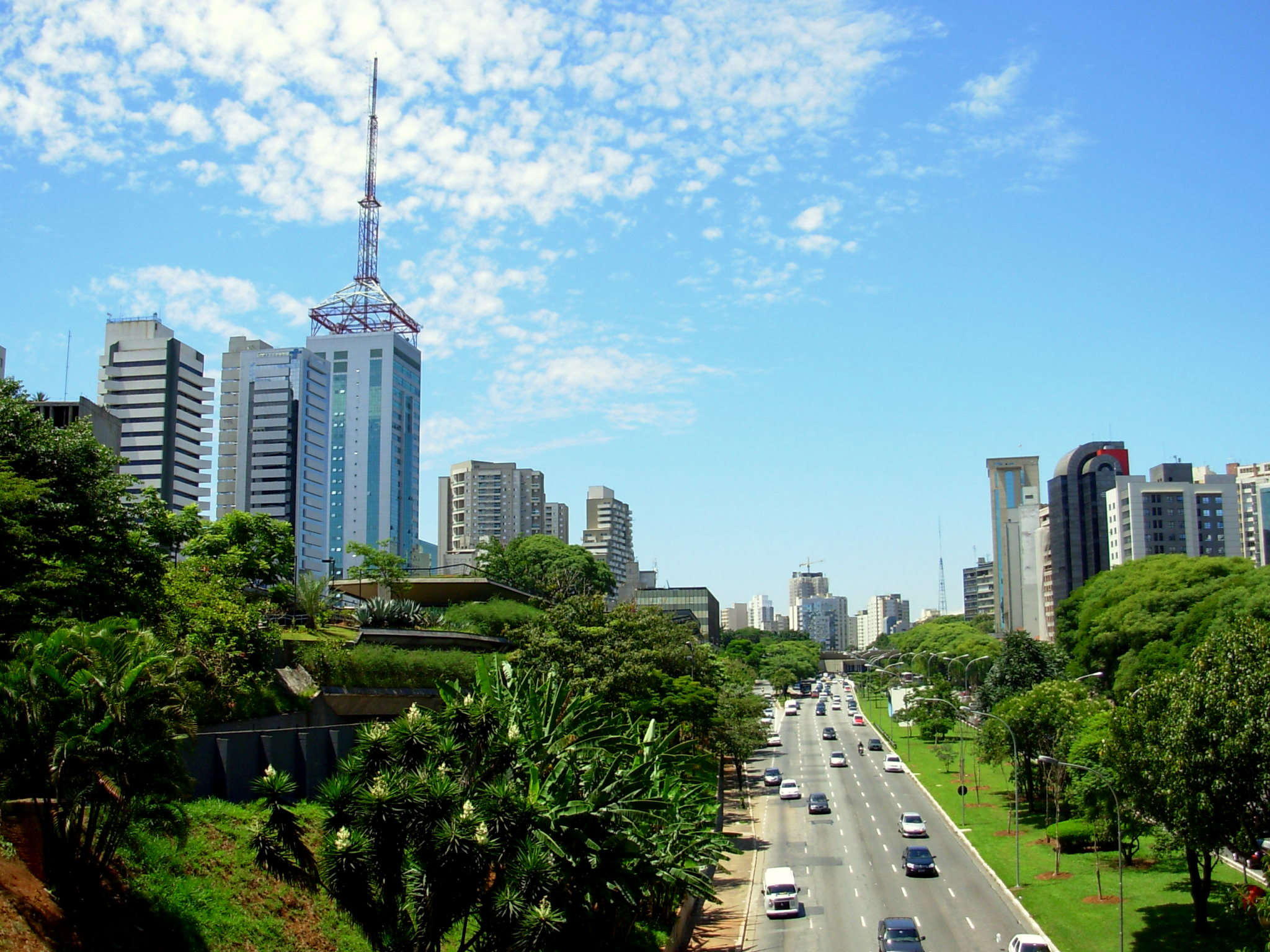
Avenida 23 de Maio, vista sul.

O turismo no estado de São Paulo oferece diversas atrações históricas, naturais e culturais.

## Capital

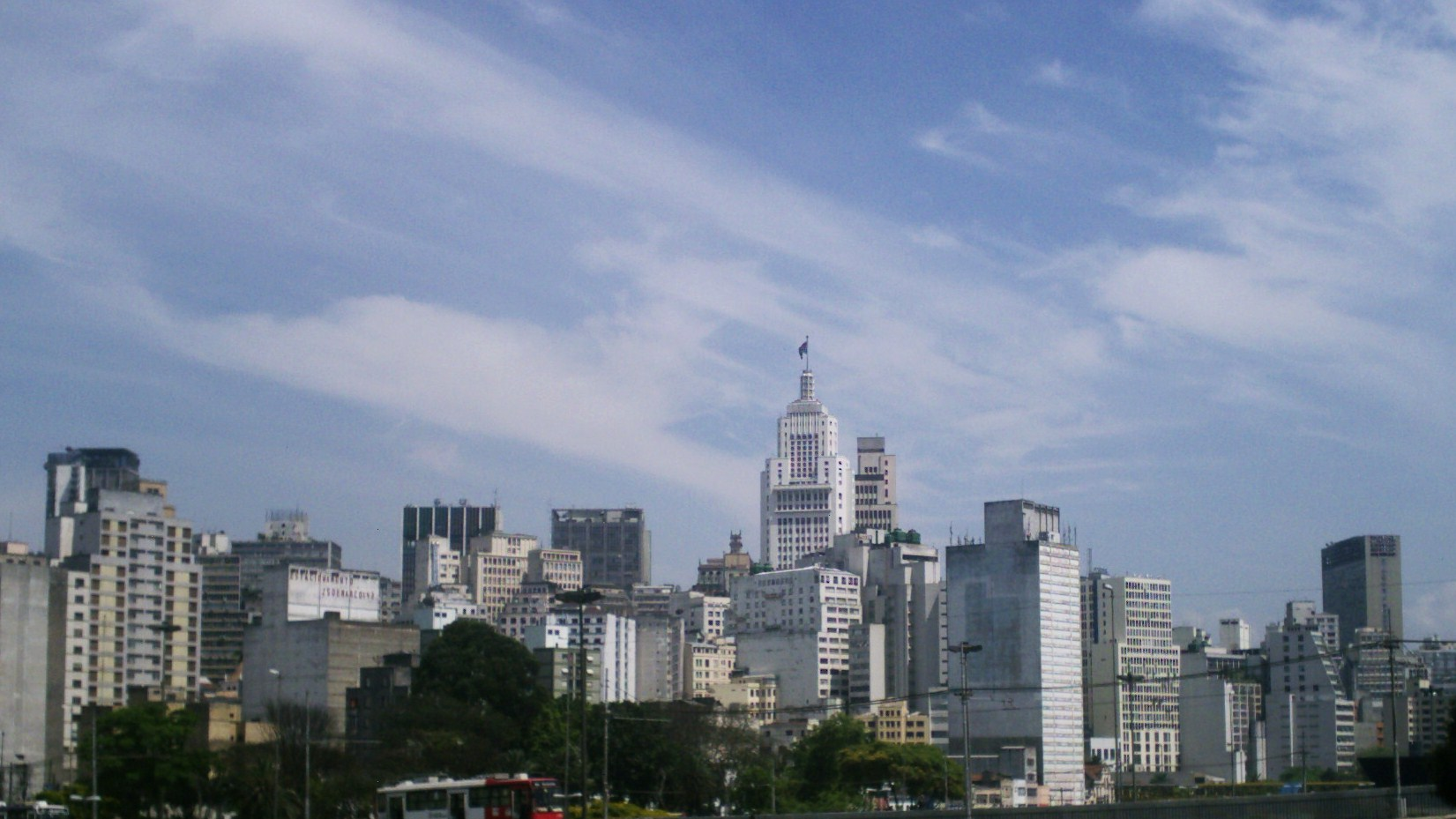
Centro de São Paulo, onde estão localizados os principais marcos da metrópole.

A capital paulista é o principal centro financeiro e a maior cidade do Brasil. Contando com a maior rede hoteleira do país, oferece vários pontos de entretenimento, centros culturais, museus e parques. Em razão da especulação imobiliária ocorrida em meados dos anos 1990, hoje existe excesso de oferta em número de vagas. Segundo a EMBRATUR, a cidade é o destino mais procurado pelos estrangeiros que viajam ao Brasil a negócios, eventos e convenções, e a terceira colocada nas viagens de lazer.
Após receber o título de capital mundial da gastronomia, a cidade conta com grande procura pelo turismo gastronômico. Muitos dos melhores restaurantes do Brasil encontram-se na capital paulista, com uma enorme variedade de culinárias para todos os bolsos.

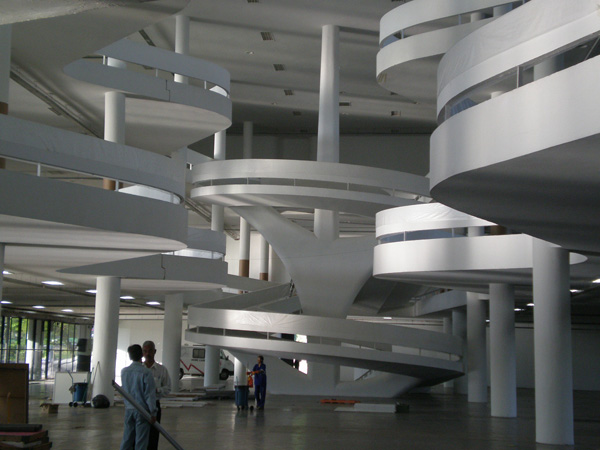
Prédio da Bienal de Artes de São Paulo.

Os principais eventos do calendário paulistano são: o réveillon da avenida Paulista, a Parada do Orgulho Gay, a Bienal de Arte de São Paulo, a Bienal do Livro de São Paulo, a São Paulo Fashion Week, o Carnaval de São Paulo, o Anima Mundi, a Mostra Internacional de Cinema de São Paulo, o Salão do Automóvel, o Grande Prêmio do Brasil e a São Paulo Indy 300. Também sedia feiras, congressos e exposições específicos de determidas áreas de atuação do mercado ou da academia, como a Couromoda, Hospitalar e Hair Brasil. Além de toda a decoração de Natal feita em seus principais pontos turísticos, marcos, avenidas e edifícios, que em 2008 foi considerado o natal mais iluminado do mundo. Entre os principais pontos de interesse, encontram-se a avenida Paulista, o MASP, o Museu de Arte Moderna (MAM), a Pinacoteca do Estado, a Estação da Luz, o Museu da Língua Portuguesa, o Museu do Ipiranga, o Memorial da América Latina, o Parque do Ibirapuera, o Parque da Independência e o Parque Zoológico.
A cidade também conta com o Aquário de São Paulo, o maior oceanário da América Latina, um complexo com mais de 4.500 m² com exposições temáticas, onde o visitante pode observar vários ecossistemas aquáticos, tanto de água doce quanto salgada.

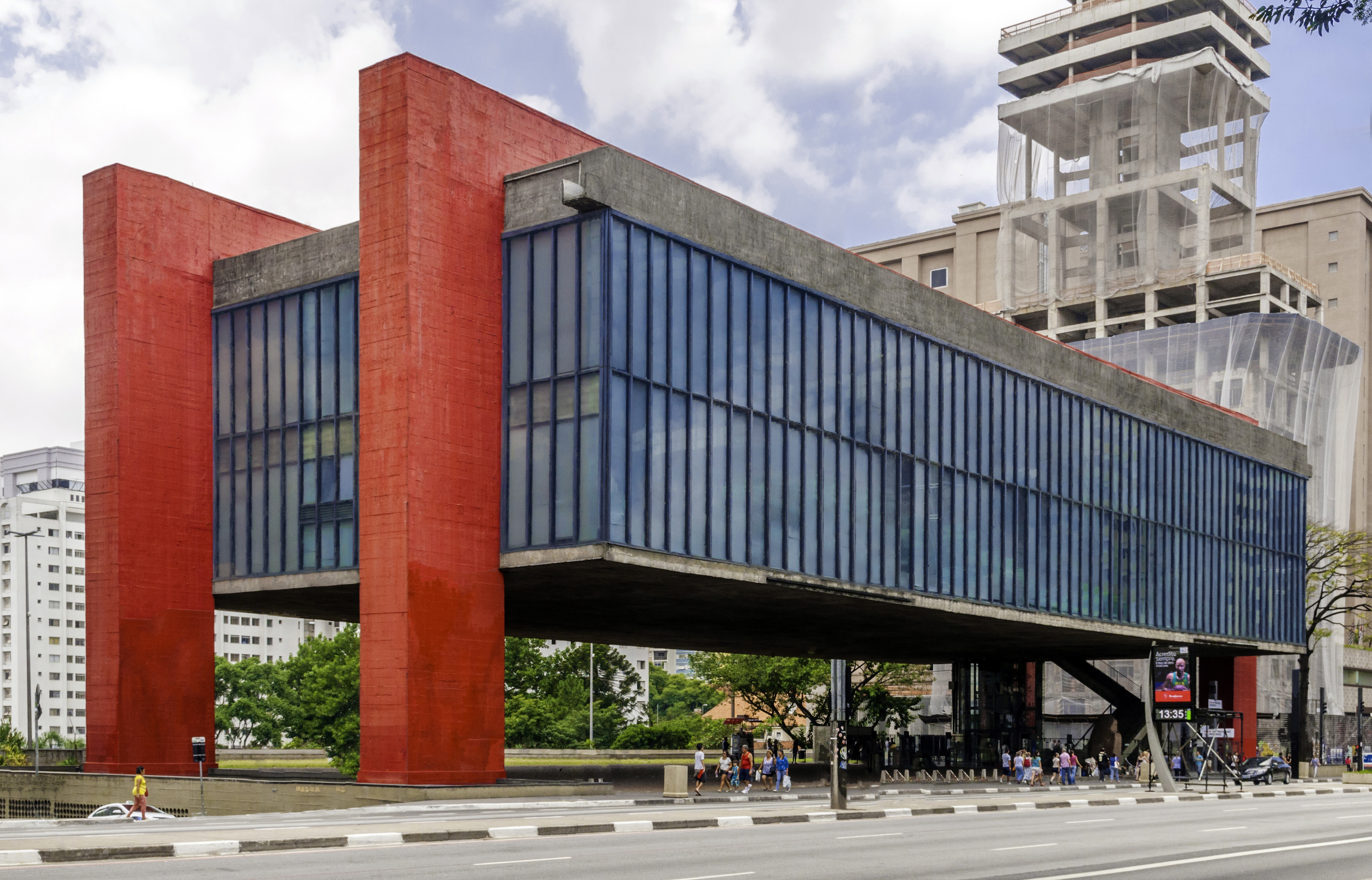
MASP, um dos principais cartões postais da cidade, localizado na Avenida Paulista.

Nos extremos norte e sul da cidade, mais precisamente a Serra da Cantareira a norte e o distrito de Engenheiro Marsilac na serra do mar a sul, também são boas opções de turismo em São Paulo. A serra da Cantareira conta com parques naturais, abrigando diversas trilhas, tendo destaque para as cachoeiras. Já no extremo sul do município, encontra-se uma reserva de mata atlântica, pouco povoada e em plena serra do mar. Apesar de ser uma reserva, conta com alguns parques naturais que possuem variadas trilhas, onde a principal atração é a vista para o mar, mais precisamente, a Baixada Santista.
Em 2008, o turismo em São Paulo alcançou um novo recorde, recebendo 11 milhões de turistas durante o ano, sendo 9 milhões domésticos (turistas brasileiros) e 2 milhões de estrangeiros, os quais deixaram R$ 8 bilhões na cidade. Dentre esses turistas, 25% são paulistas, do próprio estado de São Paulo, seguidos pelos mineiros. Entre os turistas estrangeiros, os norte-americanos e argentinos são os que mais visitam a cidade de São Paulo.

## Litoral

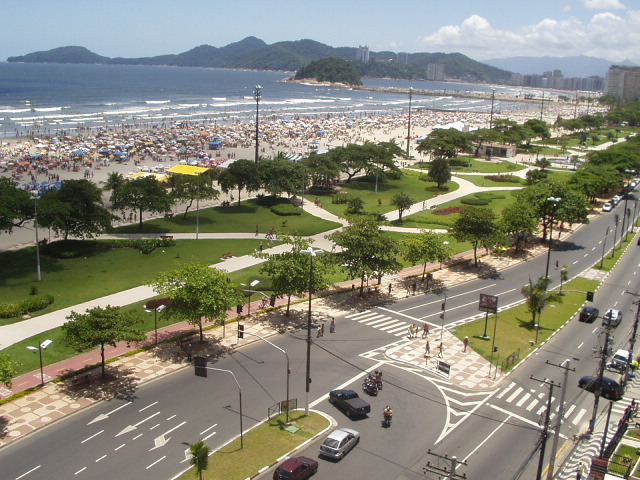
Santos, na Baixada Santista.

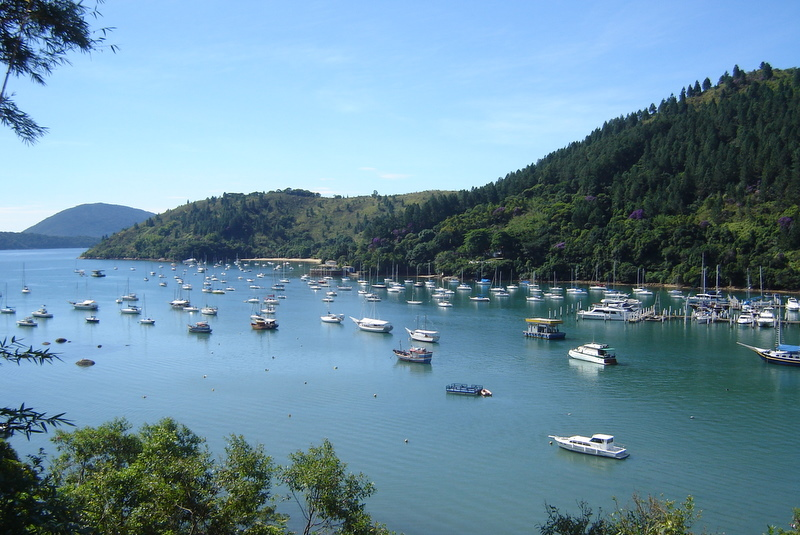
Ubatuba, uma das praias mais visitadas por turistas no litoral paulista.

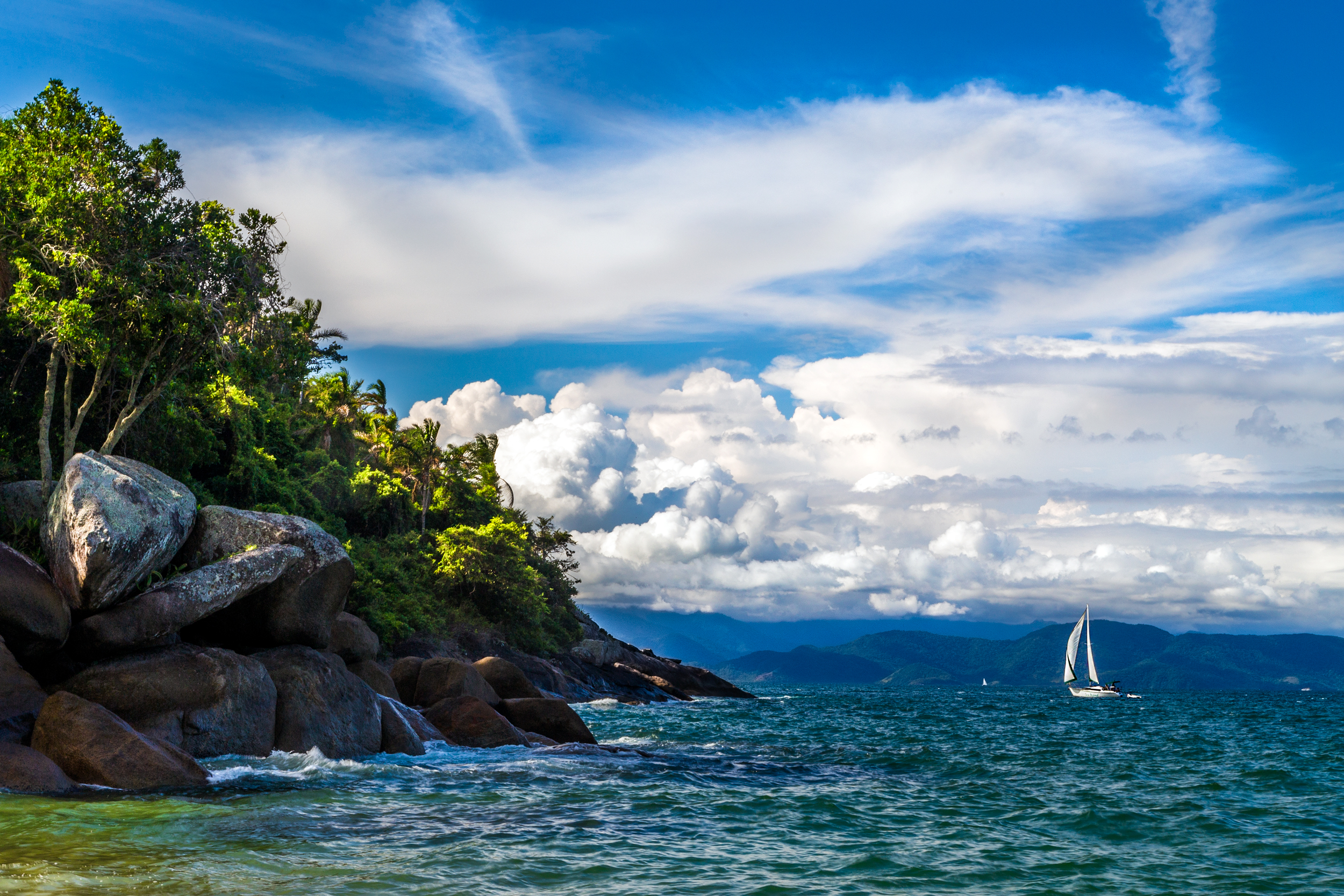
Praia da Feiticeira no município de Ilhabela.

O litoral de São Paulo oferece belezas naturais e clima agradável na maior parte do ano.

### Baixada Santista
A Região Metropolitana da Baixada Santista possui as maiores e mais visitadas cidades do litoral paulista, entre elas, Santos, São Vicente, Guarujá, Praia Grande, Cubatão, Itanhaém, Peruíbe, Mongaguá e Bertioga. São cidades muito procuradas pelas ave marias relacionados também ao entretenimento e a cultura.
Santos possui algumas das praias mais conhecidas de São Paulo, por ser a principal cidade da Baixada Santista, atraindo turistas aos finais de semana, feriados e, principalmente, nas férias de verão. A cidade possui o maior porto da América Latina, o Porto de Santos.
Outro destaque do litoral é o Guarujá. Uma das cidades mais visitadas do litoral e do estado, principalmente no verão. Atrai turistas de todas as partes devido às suas belas praias. Guaiúba, Tombo, Astúrias, Pitangueiras, Enseada, entre outras, estão entre as mais procuradas. A cidade também é famosa também pelo segundo maior aquário da América do Sul, o Acqua Mundo. Segundo maior, após perder recentemente esse título para o Aquário de São Paulo.

### Litoral norte
Formada pelos municípios de Caraguatatuba, Ilhabela, São Sebastião, Ubatuba, possui a menor área e população do litoral do estado, porém é uma das regiões que mais atraem turistas, em razão de suas paisagens repletas de praias, natureza abundante e diversas formas de entretenimento, com destaque para os esportes náuticos, trilhas, cachoeiras e o surf.
Em Ilhabela, uma das maiores ilhas marítimas da costa brasileira, os destaques são suas praias, cachoeiras, trilhas e esportes náuticos.
Ubatuba possui praias com ondas para campeonatos internacionais de surf, além da região ser rica em ilhas, mares, ventos, águas abrigadas e rápido acesso ao alto mar, o que propicia a prática de diversos esportes.
A Cidade tem se destacado como ótima opção para a prática da observação de pássaros, também conhecida como Birdwatching.
Tapanhaú desmenbrou-se de Bertioga, tornando-se município em 2011, herdou virtudes  dificuldades de Bertioga.

### Litoral sul
Compreende os municípios de Itanhaém, Mongaguá, Peruíbe (na Baixada Santista), Itariri, Pedro de Toledo, Barra do Turvo, Cajati, Cananeia, Eldorado, Iguape, Ilha Comprida, Jacupiranga, Juquiá, Miracatu, Pariquera-Açu, Registro e Sete Barras.
O litoral sul é muito visitado devido à abundante natureza da região, com municípios, de certa forma, pouco povoados.

## Interior

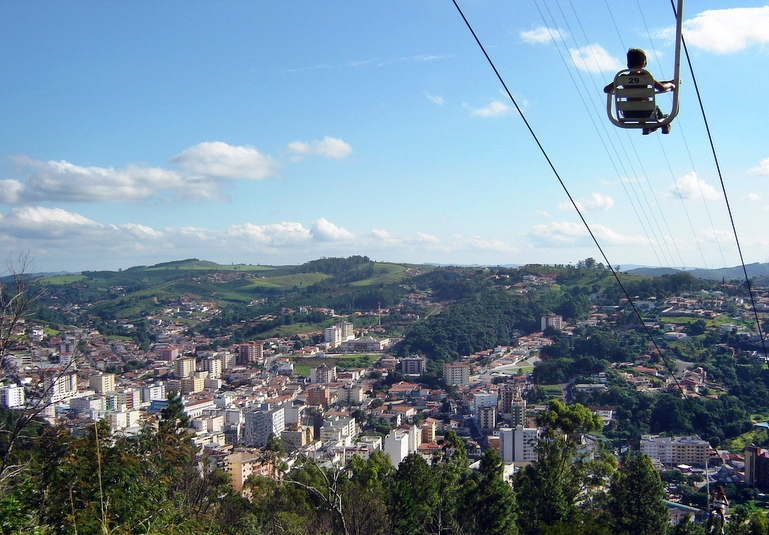
Serra Negra, um dos destinos mais procurados no interior paulista.

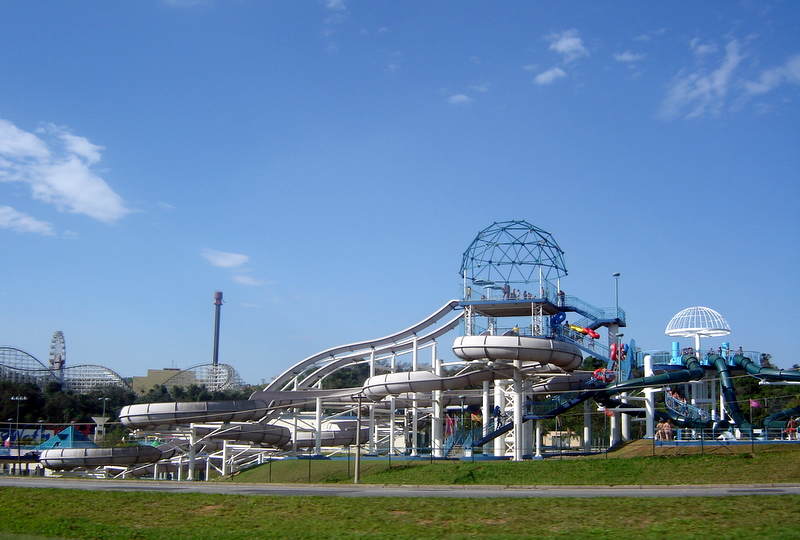
Parque aquático Wet 'n Wild São Paulo com o parque temático Hopi Hari ao fundo

Cidades do interior paulista como Campinas, Campos do Jordão, Atibaia, Bragança Paulista, Sorocaba, São José dos Campos, São José do Rio Preto e outras nas proximidades da Grande São Paulo e da Região Metropolitana de Campinas costumam receber elevado número de visitantes.
Pequenas cidades do interior também apresentam um fluxo considerável de turistas, sobretudo as estâncias turísticas, climáticas e hidrominerais como Águas de Lindóia, Águas de São Pedro, Amparo, Aparecida, Atibaia, Campos do Jordão, São Pedro, Serra Negra e Socorro, ou estâncias climáticas como Santa Rita do Passa Quatro, que contam com grande infra-estrutura hoteleira.

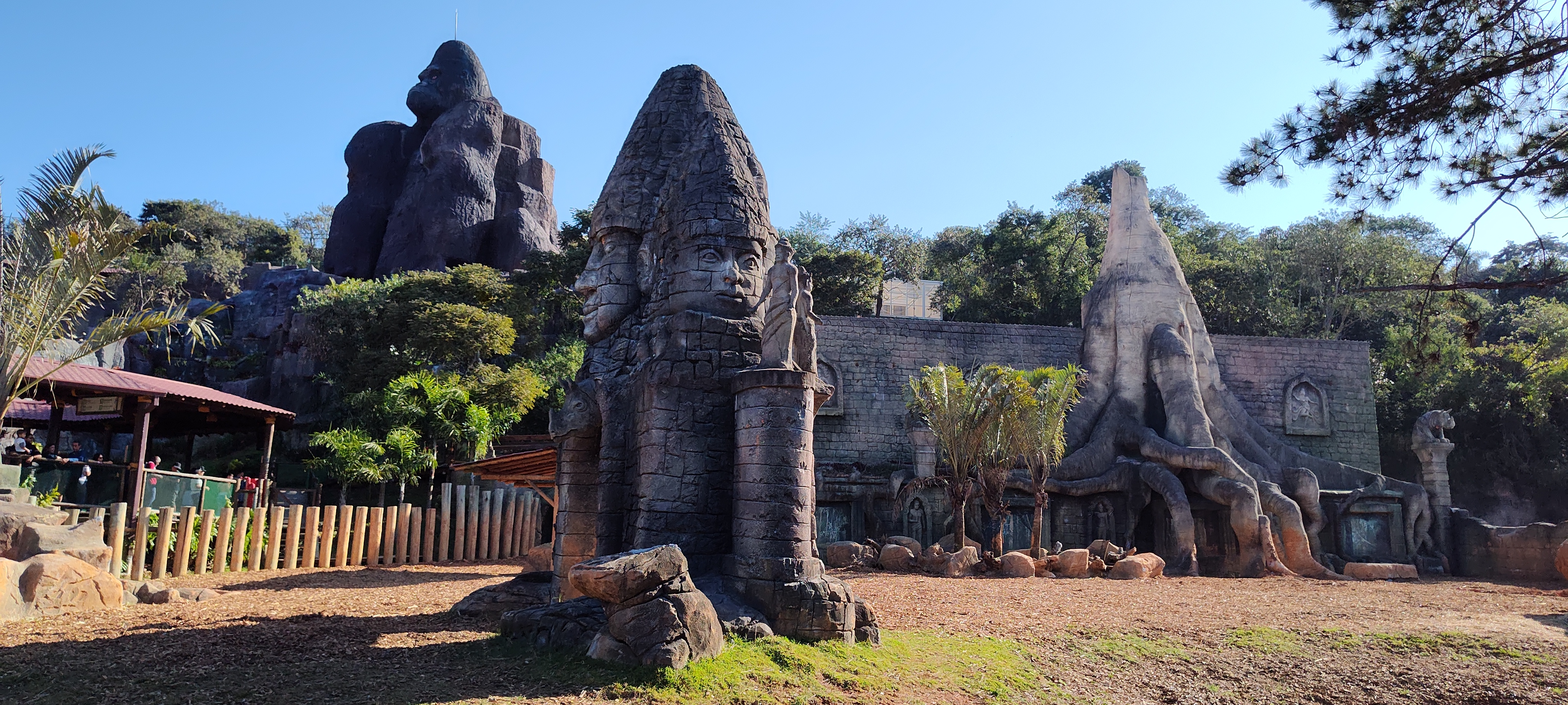
Zoológico do Animália Park

A oeste da capital pode-se encontrar uma das principais referências em espeleologia no Brasil, no Parque Estadual Turístico do Alto Ribeira (PETAR). Quem procura diversões mais intensas pode procurar o Hopi Hari, um dos principais parques temáticos do país, na Região Metropolitana de Campinas. Em matéria de ecoturismo, Brotas e Juquitiba apresentam ótima infra-estrutura. No sudoeste da capital paulista, na cidade de Cotia encontra-se o Animália Park, um bio-parque e área de preservação ambiental equipado com parque de diversões coberto e zoológico, inaugurado Julho de 2023, que conta com uma área de mais de 350.000m². 
No inverno, a cidade de Campos do Jordão surge como uma das principais referências turísticas do estado, com o Festival de Inverno e diversas outras atrações em um ambiente com temperaturas que podem chegar abaixo de zero, ao lado de São Bento do Sapucaí que, para os mais aventureiros, é um destino de ecoturismo interessante por conta das cachoeiras da região e da trilha da Pedra do Baú.
Em Barra Bonita, um dos principais destaques é o rio Tietê, com navegações turísticas e a pesca amadora, que se tornam um dos destaques do município.
Outro destino que recentemente tem sido muito procurado por turistas no interior do estado, são as águas termais naturais existentes em parques aquáticos instalados na cidade de Olímpia, que conta com ampla infraestrutura hoteleira voltada a atender os turistas que se dirigem ao local em busca do lazer proporcionado pelas piscinas de águas naturalmente aquecidas.